# Excelsior, Free State
Excelsior este un oraș din Africa de Sud.